# Municipio de Castle Rock (Minnesota)
El municipio de Castle Rock (en inglés: Castle Rock Township) es un municipio ubicado en el condado de Dakota en el estado estadounidense de Minnesota. En el año 2010 tenía una población de 1342 habitantes y una densidad poblacional de 14,63 personas por km².

## Geografía
El municipio de Castle Rock se encuentra ubicado en las coordenadas 44°35′7″N 93°4′32″O / 44.58528, -93.07556. Según la Oficina del Censo de los Estados Unidos, el municipio tiene una superficie total de 91.71 km², de la cual 91,6 km² corresponden a tierra firme y (0,12 %) 0,11 km² es agua.

## Demografía
Según el censo de 2010, había 1342 personas residiendo en el municipio de Castle Rock. La densidad de población era de 14,63 hab./km². De los 1342 habitantes, el municipio de Castle Rock estaba compuesto por el 96,57 % blancos, el 0,75 % eran afroamericanos, el 0,67 % eran amerindios, el 0,97 % eran asiáticos, el 0,52 % eran de otras razas y el 0,52 % eran de una mezcla de razas. Del total de la población el 1,79 % eran hispanos o latinos de cualquier raza.